# Домицијан
Тит Флавије Домицијан (лат. Titus Flavius Caesar Domitianus Augustus) (рођен 24. октобра 51, убијен 18. септембра 96. године) био је римски цар из рода Флавијеваца. Домицијан је био Веспазијанов син са његовом женом Домицилом. Домицијанов брат био је Тит, кога је и наследио 81. године.

## Младост
Домицијан је био рођен у Риму, у време док је његов отац био само војни командант. Добио је добро образовање сенаторског сталежа. Био је упућен у право, реторику и књижевност. У биографији цара Домицијана, Светоније га описује као ученог младића који је лепо говорио. За разлику од свог брата, Тита, Домицијан се није укључио у велике ратне операције које је водио њихов отац, Веспазијан.
Током 69. године, познате под именом Година четири цара, Домицијан је био представник Флавијевске фамилије пре него што су Веспазијан и Тит стигли у Рим.
Домицијан је 70. године успео да изазове развод Домиције Лонгине, како би се оженио њом. Њен муж није могао спречити Домицијанову жељу. Домиција Лонгина је била једина кћи чувеног војсковође Гнеја Домиција Корбулона, једне од жртви Нероновог терора и човека са беспрекорном репутацијом.
Домицијан је у раној фази Веспазијанове владавине имао само почасне дужности, као млађи син. Био је конзул, али није имао војну команду. Током Титове владавине, ситуација је била слична или иста, будући да нико у њему није видео будућег цара. Али Домицијан је сигурно гајио ту амбицију. Док је Тит умирао, Домицијан је обезбедио подршку преторијанске гарде.

## Владавина, 81—96.
Одмах по доласку на власт, Домицијан је деификовао покојног Тита али он није одржао братов и очев углед. Као цар, брзо се решио републиканске фасаде коју су његов отац и брат брижно одржавали. Померивши центар власти на царски двор, Домицијан је отворено указао на власт сената као сувишну. По његовом уверењу, римским царством је требало управљати као божанском монархијом, на чијем челу ће стајати он сам као доброћудни деспот. Према Светонију, царска бирократија никада није функционисала боље него под Домицијаном чију су строги стандарди и сумњичава природа одржавали историјско ниску стопу корупције међу провинцијским гувернерима и изабраним званичницима. На положаје је ретко доводио чланове породице што је био контраст са непотизмом који су практиковали Веспазијан и Тит. Изнад свега, Домицијан је ценио лојалност и послушност међу онима које би распоређивао на стратешки важне функције а такве квалитете чешће је налазио у редовима витешког сталежа (лат. equites) него члановима сенатске класе и своје породице на које је гледао сумњичаво и уклањао их са позиција ако би занемаривали царску политику.
Више од било ког цара после Тиберија, Домицијан је проводио време ван Рима, што је само наглашавало аутократску природу његове владавине. Иако је моћ сената постојано опадала након краја републике, под Домицијаном, седиште моћи није се чак налазило ни у Риму, већ где год би се император тренутно налазио.
Домицијан је активно путовао кроз европске провинције провевши најмање три године своје владавине у Германији и Илирику водећи војне извиднице на саме границе империје.
Иако су његове злочине можда преувеличале касније генерације, нарочито историчар Тацит, сигурно је да није хтео делити власт. Већ и пре Домицијана се усталио обичај да цар истовремено држи много функција установљених за време републике, али те положаје су могли имати и други сенатори. Ипак, Домицијан је ојачао економију ревалоризујући вредност римског новца. Такође, побољшао је одбрамбени систем царства и започео велике грађевинске подухвате са циљем обнове оштећене престонице. Значајни ратови вођени су у Британији, где је његов генерал, Агрикола покушао да освоји Каледонију (део данашње Шкотске), и у Дакији где Домицијан није могао да задобије одлучујућу победу против краља Децебала.
Домицијанова владавина показивала је тоталитаритативне карактеристике. Император је себе видео као новог Августа, просветљеног владара који води Римско царство у нову и сјајну еру. Религијска, војна и културолошка пропаганда гајиле су култ личности, Домицијан је, именовавши се за цензора на неодређено време, настојао да контролише јавни живот али и приватни морал. То му је донело популарност међу народом и војском док су га припадници сената сматрали за тиранина. Према Светонију, Домицијан је био први римски цар који је захтевао да му се обраћају титулом Господар и бог, (лат. Dominus et deus).
Међутим, потпуно супротно овоме, Домицијан је одбио титулу Dominus током своје владавине а на новцу и званичним документима нема доказа да је Домицијан икада јавно инсистирао да буде приказан на овај начин.

### Убиство
Домицијан је убијен 18. септембра 96. године у завери коју су организовали дворски званичници. Светонија даје детаљни опис завере и наводи да је Домицијанов коморник, Партеније главни покретач завере, а све услед скорашњег погубљења некадашњег Нероновог секретара, Епафродита (Домицијан га је прво прогнао а затим наредио његово погубљење јер није спречио Нероново самоубиство).[139] Само убиство починили су Партенијев ослобођеник, Максимус и управник дома Домицијанове нећаке Флавије Домитиле, Стефан. Касије Дион наводи да је убиство импровизовано док Светоније описује разрађену заверу. Неколико дана пре убиства, Стефан је исценирао повреду, да би могао сакрити бодеж испод завоја.
На дан убиства одаје за слуге биле су закључане а Домицијаново лично оружје, мач који је император држао испод јастука као последње средство одбране, унапред је уклоњен.
У складу са астролошким предвиђањем, Домицијан је веровао да ће умрети негде око поднева, стога је био немиран у то доба дана. Свог последњег дана, Домицијан је био узнемирен, те је неколико пута питао слугу које је време. Дечак, умешан у заверу, лагао је, говорећи да је много касније него што је било. Нешто умиренији, Домицијан је отишао до свог радног стола да би потписао неке указе, када му је Стефан изненада пришао:
"Онда, претварајући се да одаје целу заверу, због чега му је и одобрена аудијенција, (Стефан) је убоо цара у препону док је (Домицијан) читао папир који му је убица дао, и стајао запрепашћен. Док је рањени принц покушао да пружи отпор, рањен је са седам рана од стране Клодијана, Партенијевог ослобођеника Максимуса, декуриона Сатура и гладијатора из царске школе."
Светоније, Живот Дванаест Цезара, „Домицијанов Живот“, 17
Домицијан и Стефан рвали су се на поду неко време док цар није коначно надјачан и на смрт избоден од стране завереника; Стефан, кога је Домицијан повредио током борбе, убрзо је и сам умро.
Око поднева, Домицијан, неколико месеци пре свог 45. рођендана, био је мртав. Његово тело однесено је на обичном одру и кремирано без икакве церемоније. Његова неговатељица, Филис, касније је помешала царев пепео са оним његове нећаке Јулије у храму Флавијеваца.
Према Светонију, неколико знакова указивало је на Домицијанову смрт. Неколико дана пред убиство, Минерва се појавила у царевом сну, објавивши да ју је Јупитер спречио и да више неће бити у прилици да му помогне.
Домицијанова смрт обрадовала је сенат и одмах након што је Нерва проглашен за цара, изгласана је забрана сећања на убијеног цара. Негови новчићи и статуе су истопљени, његови лукови срушени а име избрисано из свих јавних списа.
Његовом смрћу окончана је владавина Флавијеваца.

## Напомена
1. ↑  Both children died young and were deified.[3]